# هوپویل (ویرجینیای غربی)
هوپویل (به انگلیسی: Hopeville) یک منطقهٔ مسکونی در ایالات متحده آمریکا است که در شهرستان گرنت، ویرجینیای غربی واقع شده‌است.